# Brachiosaurus
Brachiosaurus („ramenatý ještěr“) je rod obřího sauropodního dinosaura známého z pozdní jury Severní Ameriky. Po dlouhou dobu patřil k největším známým sauropodním dinosaurům (a tím i největším suchozemským živočichům všech dob). Tento obří býložravec žil na konci jurské periody před asi 154 miliony let na území dnešních  USA (Colorado, Wyoming, Utah) a možná také Evropy (Portugalsko?). Typový druh Brachiosaurus altithorax byl formálně popsán roku 1903 (a řádněji pak v obsáhlejší monografii z roku 1904).

## Rozměry

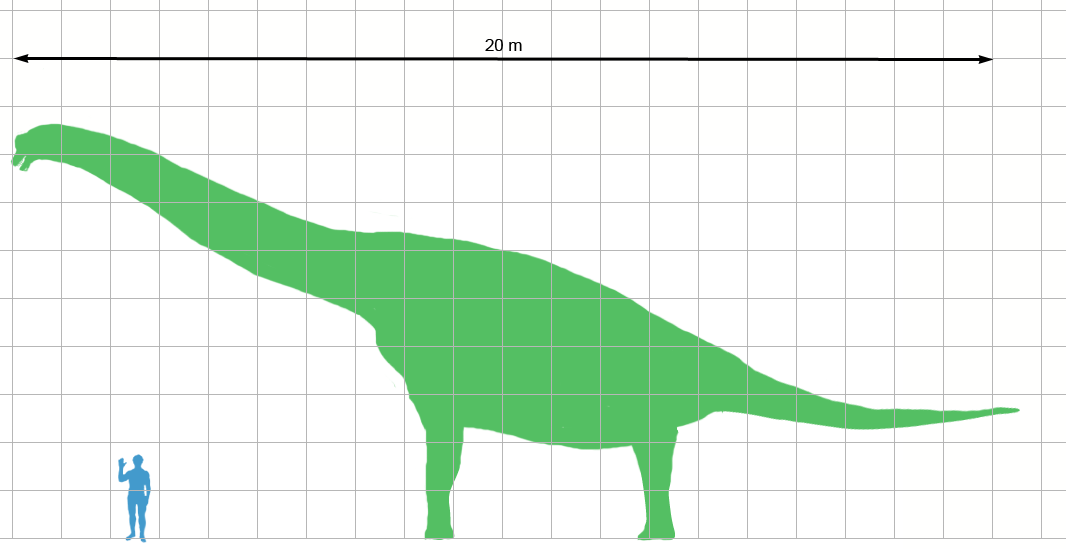
Srovnání velikosti dospělého člověka a brachiosaura

Brachiosaurus byl až 26 metrů dlouhý, asi 13 metrů vysoký a mohl vážit asi 56 až 58 tun. Podle jiných odhadů pak dosahoval délky 22 metrů a hmotnosti 35 tun. Ještě jiné vědecké odhady pak udávají délku 21,8 metru a hmotnost kolem 39 500 kilogramů. Podle studie britského paleontologa Michaela P. Taylora však nepatří africký B. brancai do rodu Brachiosaurus, protože je v mnoha kosterních charakteristikách odlišný. Pro "afrického" brachiosaura byl proto stanoven samostatný rod Giraffatitan.
V roce 2019 odhadl Gregory S. Paul hmotnost tohoto dinosaura zhruba na 30 tun, což znamená, že nepatřil mezi nejhmotnější známé sauropody.
Vědecká studie publikovaná v září roku 2020 klade brachiosaurovi hmotnost (dle dvou základních metod odhadu) v rozmezí 46 858 až 57 606 kilogramů.

## Historie výzkumu a velikostní rekord
Až do sedmdesátých let 20. století byl tento sauropod největším dobře známým dinosaurem, potom ho však překonalo několik nově objevených druhů obřích sauropodů (Supersaurus vivianae, Sauroposeidon proteles, Argentinosaurus huinculensis a Puertasaurus reuili). Některé obrovité kosti z Tanzanie připisované tomuto rodu však naznačují existenci ještě podstatně větších jedinců (až 33 m délky, 18 m výšky a hmotnost kolem 60 tun), kteří by mohli představovat vůbec největší dosud známé dinosaury.
V roce 1972 objevil paleontolog James Jensen v Coloradu fosilie domnělého obřího sauropoda, který měl podle jeho názoru výšku 18 metrů, délku 36 metrů a hmotnost kolem 180 tun. Dal mu jméno "Ultrasaurus (a později Ultrasauros) macintoshi" a nazval jej největším dinosaurem všech dob. Později se ale ukázalo, že jde ve skutečnosti o chiméru, složenou z fosilií minimálně dvou jiných velkých dinosaurů – právě druhu B. altithorax a dále diplodokida druhu Supersaurus vivanae.
V průběhu doby bylo popsáno také několik dalších druhů rodu Brachiosaurus, které však patrně nejsou vědecky platné. Jedním z nich je i Brachiosaurus nougaredi z Alžírska, popsaný roku 1960 na základě fosilií pánve a částí kostry zadních končetin. Délka křížové části páteře (kolem 130 cm) dokládá, že se jednalo o velmi velkého sauropoda, žijícího v době před asi 115 až 95 miliony let (tedy geologicky výrazně mladšího než Brachiosaurus).

## V populární kultuře
Brachiosaurus patří k nejznámějším a nejpopulárnějším dinosaurům, mimo jiné byl také největším dinosaurem ve filmu Jurský park, díky kterému se stal obecně známým. Ve většině knih o dinosaurech až do počátku 90. let byl také uváděn jako největší známý dinosaurus. Kostra afrického brachiosaura v berlínském Humboldtově muzeu (Museum für Naturkunde) je stále nejvyšší smontovanou kostrou dinosaura na světě (výška exponátu v roce 2010 činila 13,26 metru, délka asi 23 metrů). Kostra byla smontovaná z původních zkamenělin, vykopaných německými expedicemi v Tendaguru v letech 1909–1913. Dnes je však zřejmé, že tato kostra patřila blízce příbuznému rodu brachiosaura ze Severní Ameriky, označovanému proto odlišným rodovým jménem Giraffatitan ("žirafí titán").

## Zajímavosti
- Hmotnost mozku tohoto dinosaura nejspíš nepřesáhla jednu stotisícinu váhy těla (u průměrného člověka je to jedna padesátina). Dá se však říci, že na vině je zde ohromný růst těla, nikoliv jakési "zakrnění" mozku.
- Pokud byl brachiosaurus teplokrevný,
  - musel spořádat asi 200 až 400 kilogramů rostlinné potravy denně. Krmil se ve výškách kolem 9 metrů, mohl ale dosáhnout až 15 metrů vysoko.[14]
  - mláďatům trvalo minimálně 10 let, než dospěla a dosáhla plné velikosti.
- Pokud byl brachiosaurus studenokrevný, tak by mláďatům možná trvalo kolem 30 let, než by dospěla. Dřívější odhady o dosažení věku v rozmezí 100 až 300 let jsou nepochybně přehnané.
- Srdce brachiosaura mohlo vážit podle některých odhadů až kolem 1,6 tuny. Jen tak zřejmě dokázalo vypumpovat krev k hlavě do výšky kolem 12 metrů nad zemí. Podle jiných odhadů to bylo spíše 200 kg.[15]
- Nové fosilie brachiosaurů byly objeveny v roce 2019, a to včetně 2 metry dlouhé pažní kosti.[16]
- O původním pachu tohoto dinosaura vědci nic nevědí, je ale možné, že byl cítit velmi silně, podobně jako většina současných velkých tvorů.[17]
- Podle vědecké studie, publikované v roce 2017, se dokázal dospělý jedinec brachiosaura o hmotnosti 78 258 kg pohybovat rychlostí až 12,0 km/h. Hmotnostní údaj je však značně nadsazený, protože vychází z již překonaných zastaralých modelů objemu těla brachiosaurů.[18]
- Zuby se tomuto sauropodovi obnovovaly v průměru asi jednou za 83 dní – mnohem pomaleji, než u pozdějších titanosaurů (kde k obnově docházelo i jednou za 20 dní).[19]
- Mozek několik desítek tun vážícího brachiosaura vážil podle odhadů asi 186 gramů a obsahoval dle odhadu z roku 2022 asi 306 milionů nervových buněk (neuronů), což odpovídá množství telencefalických neuronů u současného jihoamerického hlodavce kapybary.[20][21]
- Brachiosauři se "na zadní" nejspíš nestavěli (tak jako ve slavné scéně z Jurského parku), protože k tomu neměli přizpůsobené svaly a kostru v oblasti pánevního pletence.[22]

### Česká literatura
- SOCHA, Vladimír (2021). Dinosauři – rekordy a zajímavosti. Nakladatelství Kazda, str. 29.